# Langfüßige Sumpfratte
Die Langfüßige Sumpfratte (Malacomys longipes) ist ein in Zentralafrika verbreitetes Nagetier in der Unterfamilie der Altweltmäuse. Das Typusexemplar stammt aus Gabun.

## Merkmale
Diese Art wird ohne Schwanz 144 bis 173 mm lang, erreicht eine Schwanzlänge von 165 bis 202 mm, wiegt 88 bis 129 g und ist schmal gebaut. Die Exemplare haben 36 bis 41 mm lange Hinterfüße und etwa 25 mm lange Ohren. Das kurze und weiche Fell ist oberseits zimtfarben bis rotbraun und unterseits hellgrau. Es können deutliche Variationen zwischen den einzelnen Exemplaren auftreten. Der Kopf ist durch eine spitze Schnauze, große Augen und abgerundete nackte Ohren gekennzeichnet. Bei der Langfüßigen Sumpfratte sind Vorder- und Hinterpfoten fast weiß. Am Hinterfuß sind die drei mittleren Zehen deutlich länger als die erste und fünfte Zehe. Der Schwanz trägt nur wenige verstreute Haare.

## Verbreitung
Dieses Nagetier hat eine Population vom südlichen Nigeria über Kamerun bis in den Nordwesten der Demokratischen Republik Kongo und nach Gabun. Eine weitere Population lebt im Osten der Demokratischen Republik Kongo, in westlichen Regionen von Uganda, Ruanda und möglicherweise Burundi. Eine dritte Population ist am nördlichen Victoriasee in Uganda verbreitet. Die Langfüßige Sumpfratte lebt im Flach- und Bergland bis 2230 Meter Höhe. Sie hält sich in Sümpfen und tropischen Regenwäldern in der Nähe von Gewässern auf.

## Lebensweise
Die nachtaktiven Exemplare ruhen am Tage in Erdhöhlen oder Felsspalten. Manchmal verstecken sie sich in Lianen, obwohl die Füße weniger zum Klettern im Dickicht geeignet sind. Die Nahrung besteht unter anderem aus Pflanzenteilen und wirbellosen Tieren ohne harte Schale. Trächtige Weibchen mit bis zu fünf Embryos sind aus unterschiedlichen Monaten bekannt.

## Gefährdung
Für die Langfüßige Sumpfratte sind keine Bedrohungen dokumentiert und die Gesamtpopulation ist vermutlich groß. Die IUCN listet die Art als nicht gefährdet (least concern).